# Tseajaia
Tseajaia – rodzaj czworonoga z grupy Diadectomorpha (będącej grupą siostrzaną do owodniowców) uważanego za formę przejściową pomiędzy płazami a gadami. Jedyny przedstawiciel rodziny Tseajaiidae, obejmuje jeden gatunek – Tseajaia campi. Żył we wczesnym permie na terenie dzisiejszej Ameryki Północnej. Jego szczątki odnaleziono w liczących około 295 mln lat osadach Organ Rock Shale na południowym wschodzie stanu Utah w Stanach Zjednoczonych. Materiał kopalny obejmował trzy kości stępu lewej kończyny.

## Filogeneza
Kladogram Diadectomorpha z zaznaczeniem pozycji Tseajaia
```
o †
Diadectomorpha

|--o †
Limnoscelidae
 Williston(?)
|  |-- †
Limnoscelis paludis
 Williston, 1911
|  |--o †
Limnosceloides
 Romer, 1952
|  |-- †
Limnoscelops
 Levis & Vaughn, 1965
|  |-- †
Limnostygis
 Carroll, 1967
|  `?- †
Romeriscus
 Baird & Carroll, 1967 [
nomen dubium
 sensu
 Laurin & Reisz, 1992]
`--+?- †
Tseajaia campi
 Vaughn, 1964 [
Tseajaiidae
]
   `--o †
Diadectidae

      |?- †Diadectidae 
genera et species indet.
 [Berman & Henrici, 2003]
      `--+-- †
Desmatodon

         |--o †
Diadectes
 [
Diadectoides
]
         |?- †
Diasparactus
 Case
         `-- †
Stephanospondylus
```